# Федеральный судья (телепередача)
«Федера́льный судья́» — телевизионная программа, выходившая на «Первом канале» российского телевидения со 2 августа 2005 по 17 ноября 2011 года с понедельника по пятницу, позже с понедельника по четверг, детективное судебное шоу, в процессе которого рассматривались вымышленные уголовные дела. Передача являлась адаптированной версией немецкой программы «Das Strafgericht» (нем. Уголовный суд). Шоу было постановочным, большинство участников процесса были актёрами. Программа производилась компанией ТелеФормат по лицензии Victoria Production GmbH и Constantin Entertainment GmbH.

## О программе
«Федеральный судья» — судебное шоу в формате судебного разбирательства, в котором участвовали судьи, прокуроры и адвокаты, но, как правило, в действительности они являлись адвокатами, хотя ранее и занимали должности судей, прокуроров. В передаче рассматривались разные преступления: преимущественно это были убийства (одиночные и очень редко двойные) и покушения на них, разбои и ограбления, реже кражи, изнасилования, мошенничества, нанесения телесных повреждений и др. В телешоу, как правило, рассматривались «свежие» преступления, с момента совершения которых до суда проходило не более полутора лет, а зачастую и меньше. 
С 12 мая 2011 года программа выходила в двойном формате: были и дела, рассматриваемые единолично, и дела, рассматриваемые с привлечением коллегии присяжных заседателей. В связи с чем немного изменились декорации: в частности, места адвоката и прокурора переместились ко входу в зал суда; там, где находились места адвоката и подсудимого, теперь место присяжных; конвойное помещение теперь — совещательная комната; на привычных местах прокурора и потерпевшего — зрители и свидетели. Исчез знакомый телевизор, но рядом с судьёй на колонне повесили плазменный телевизор, по которому показывают в режиме on-line события, происходящие в зале суда (например, допрос свидетеля), и видеозаписи, а DVD-плеер (JVC) находится под ноутбуком секретаря. Выпуски после этого выходили и в обычном режиме.

## Участники
- Судья — Смирнов Алексей Михайлович.
- Судья — Улищенко Марина Борисовна.
- Судья — Селютин Александр Викторович.
- Прокурор — старший советник юстиции Игнатьев Алексей Михайлович.
- Прокурор — советник юстиции Назарова Наталья Викторовна.
- Прокурор — советник юстиции Липовецкая Ирина Геннадьевна.
- Прокурор — советник юстиции Гуров Алексей Александрович.
- Адвокат — Трещёв Александр Станиславович.
- Адвокат — Иваниченко Анатолий Васильевич.
- Адвокат — Князев Андрей Геннадьевич.
- Адвокат — Звездина Елена Ивановна.
- Адвокат — Барабанова Марина Вячеславовна.
- Секретарь — Третьякова Елена Сергеевна (актриса Мироненко Елена Валерьевна).
- Секретарь — Лопатская Наталья Владимировна (актриса Понякина Олеся Владимировна).

### Покинувшие проект
- Судья — Пашин Сергей Анатольевич.
- Судья — Шалаев Александр Владимирович.
- Прокурор — старший советник юстиции Маркин Александр Николаевич.
- Прокурор — старший советник юстиции Улищенко Марина Борисовна.
- Прокурор — старший советник юстиции Паничева Анна Ильинична.
- Прокурор — старший советник юстиции Михайлов Владимир Витальевич
- Прокурор — советник юстиции Тимошкин Алексей Владимирович.
- Адвокат — Пиксин Николай Николаевич.
- Адвокат — Лузина Ксенья Викторовна.
- Адвокат — Романова Екатерина Эдуардовна.
- Секретарь — Воропаева Наталья Ивановна.
- Секретарь — Долгова Ирина Алексеевна (актриса Басова Александра).

В выпуске от 5 апреля 2007 года обвиняемыми были Михаил Барабанов и Евгения Васнецова, которые обвинялись в жестоком избиении посетителя стриптиз-клуба. Адвокатом Васнецовой была Екатерина Романова, а адвокат Барабанова был Николай Михайлович Голицын, ранее никогда не участвовавший в телепередаче. Барабанов практически сразу заявил отвод своему адвокату, и тот ушёл. В дальнейшем Николай Голицын никогда не появлялся в телесуде. Это был единственный случай удовлетворённого отвода за всю историю данного шоу.

## Статистика выпусков
- Первый выпуск телепередачи вышел 2 августа 2005 года. Под председательством судьи Сергея Пашина, при прокуроре Марине Улищенко и защитнике Александре Трещёве было рассмотрено дело Анастасии Романовой, которая обвинялась в отравлении своего мужа из корыстных побуждений.
- Программа имела несколько кроссоверов с телесериалом «Детективы». В выпуске от 2 октября 2006 года, в деле Николая Рябченко который обвинялся в покушении на убийство вдовы своего друга, защитник Александр Трещёв привёл на заседание частного детектива Игоря Лукина. В дальнейшем актёры телесериала «Детективы» приняли участие ещё в нескольких выпусках «Федерального судьи». Кроме того, Юлия Вайшнур, много лет игравшая в телесериале «Детективы» роль Юли, помощницы обоих детективов, сыграла роль потерпевшей в одном из выпусков «Федерального судьи» в 2005 году (рассматривалось дело театрального режиссёра Станислава Барташевского, который обвинялся в убийстве актёра).

## Критика
«Известия»:

Тут и закрадывается мысль: может, они издеваются? Может, прикалываются? Кажется, подложи авторы программы под все эти сцены закадровый смех — и получится типичный ситком — комедия положений из судебной практики (хотя в финале фальшивую подсудимую прямо в фальшивом зале суда берет под стражу фальшивый милиционер, подразумевая «драму положений»).
«Собеседник»:

Возможность покрасоваться на экране перед миллионами телезрителей – верный способ обрести потенциальных потребителей их профессиональных услуг. Почти у всех адвокатов свои компании (например, у Андрея Князева – «Князев и партнеры»), где целый штат сотрудников записывает на прием к боссу воодушевленную его телеуспехом публику. В «Федеральном судье» Анатолий Иваниченко и Екатерина Романова отчаянно сражаются с прокурором Алексеем Игнатьевым, норовящим упечь их клиентов за решетку, а в жизни работают с ним рука об руку – на троих они открыли московскую коллегию адвокатов «Иваниченко, Романова, Игнатьев». Бюро процветает.

## Закрытие
Летом 2011 года ведение программы было приостановлено. Последний выпуск датирован 26 августа 2011 года. С 10 октября по 17 ноября 2011 года, вышли отснятые выпуски. Авторы и многие участники приступили к созданию нового проекта «Право на защиту», выпуски которого выходили в эфире на «Первом канале» с 10 января по 28 апреля 2012 года, и которое практически ничем не отличалось от своего предшественника (изменились лишь декорации и шоу стало более художественным). После апреля 2012 года на «Первом канале» перестали выходить судебные телешоу.